# Svídnice u Slatiňan

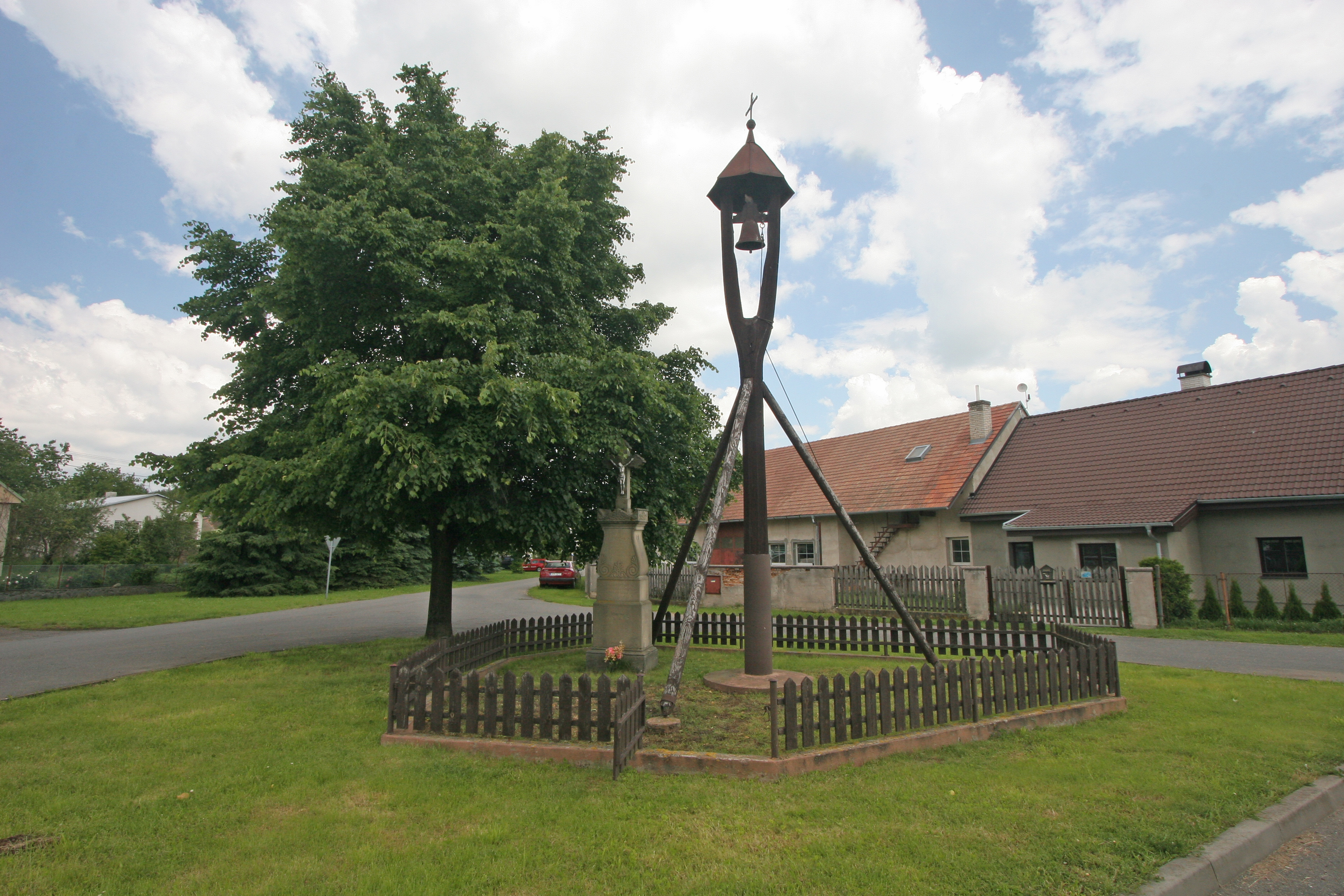
Glockenbaum auf dem Dorfplatz von Svídnice

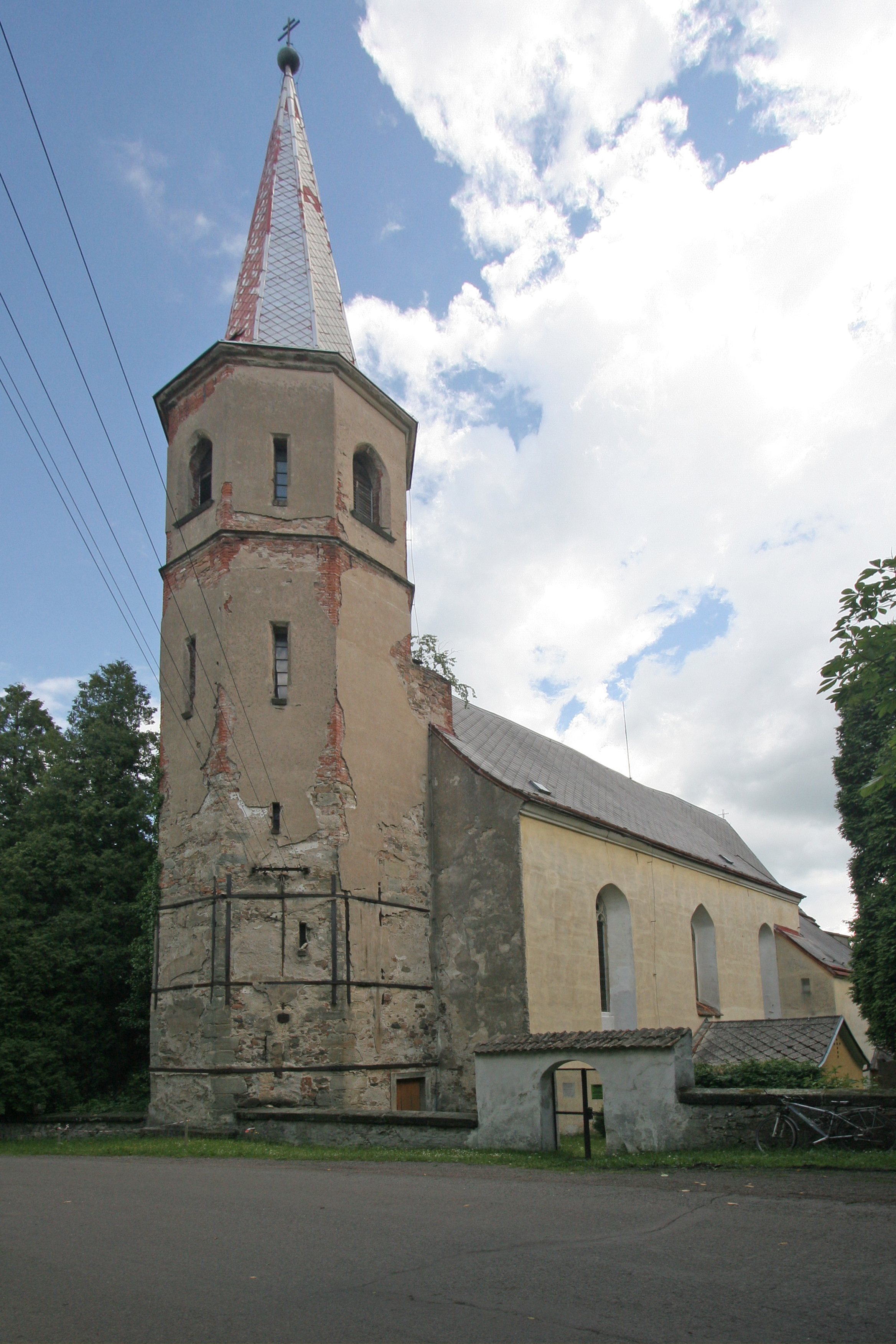
Kirche Jakobus des Älteren in Práčov

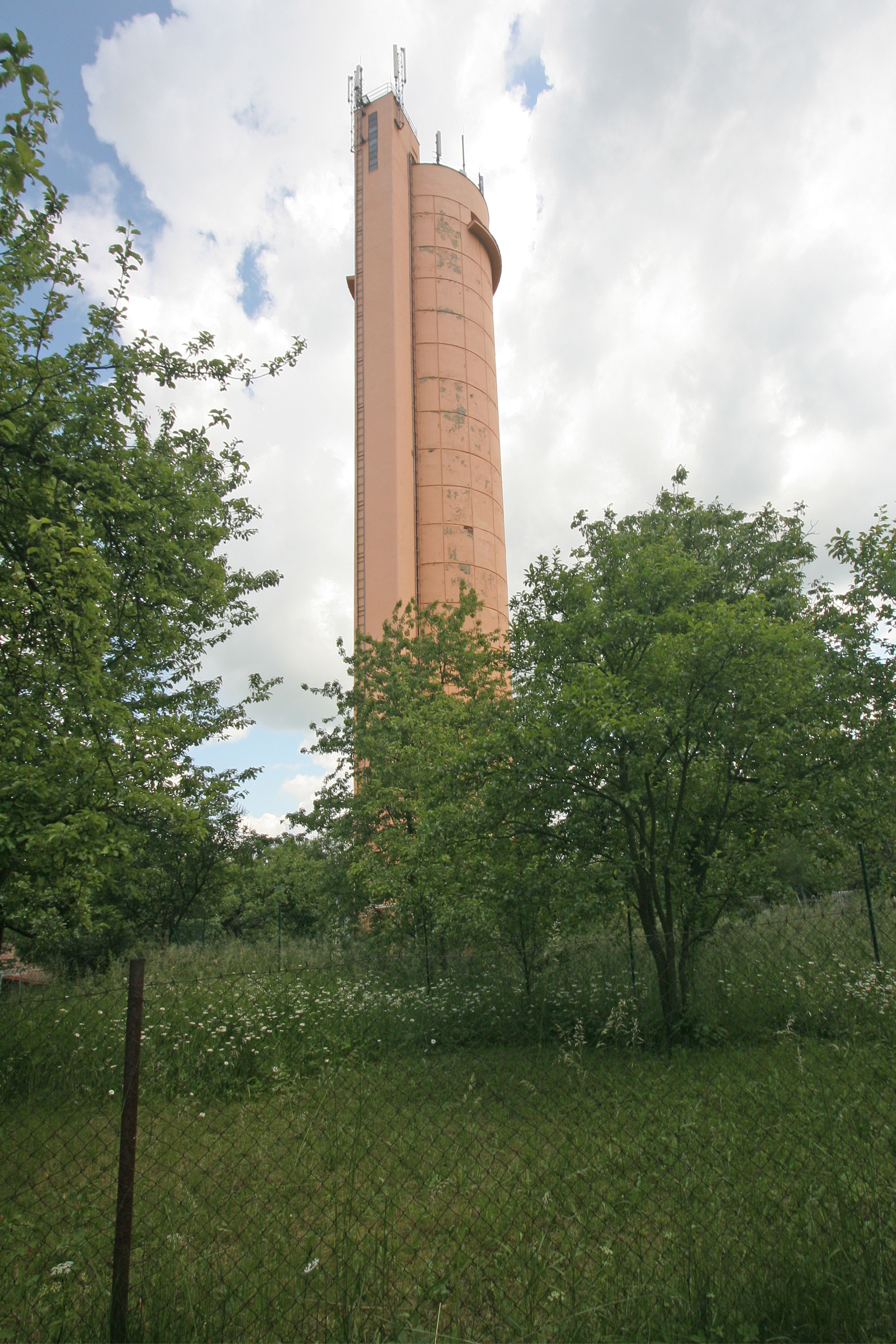
Ausgleichsturm des Wasserkraftwerkes Práčov

Svídnice (deutsch Swidnitz) ist eine Gemeinde in Tschechien. Sie liegt vier Kilometer südlich von Slatiňany und gehört zum Okres Chrudim.

## Geographie
Svídnice befindet sich in den nördlichen Ausläufern des Eisengebirges (Železné hory) am Rande des Landschaftsschutzgebietes CHKO Železné hory. Das Dorf liegt linksseitig der Chrudimka an der Einmündung des Baches Okrouhlický potok. Östlich von Svídnice verläuft die Staatsstraße I/37 zwischen Slatiňany und Nasavrky. Südwestlich erhebt sich der Bárův kopec (354 m n.m.), im Westen der Zabítý kopec (363 m n.m.) und nordwestlich die Hůra (392 m n.m.).
Nachbarorte sind Monako, Škrovád und Mlýn ve Skalách im Norden, Kunčí, Borek und Na Pilce im Nordosten, Brusy, U Mostu, Hliník, Na Mýte und Lukavice im Osten, Lukavička und Výsonín im Südosten, Na Skalce, Laborálna, Kapalice, Háje und Vápenice im Süden, Bárov und Sychrov im Südwesten, Trpišov im Westen sowie Kochánovice im Nordwesten.

## Geschichte
Die erste schriftliche Erwähnung von Swidnicze erfolgte 1349 als Besitz des Benediktinerklosters Podlažice. Später gehörte das Dorf zu dem von Jaroš Lacembok von Chlum und Strádov gegründeten Minoritenkloster Práčov.
Im Jahre 1564 wurde Svidnice an die Herrschaft Seč angeschlossen. Wenzel Robenhaupt von Sucha verkaufte die Herrschaft Seč 1583 an die Brüder Georg und Albrecht Brucknar von Bruckstein. Nachfolgender Grundherr war ab 1597 Karl Záruba von Hustířan. 1628 verkaufte Johann Záruba von Hustířan die Herrschaft Seč mit Bojanov an den kaiserlichen Oberstleutnant Franz de Cuvier, der sie mit seiner Herrschaft Nassaberg vereinigte. Nach dem Tod seines Sohnes und Erben Emanuel de Cuvier († 1663) fiel die Herrschaft Nassaberg mit Seč dessen Mutter, Rosina de Cuvier, geborene von Heiden zu, die in zweiter Ehe mit Nikolaus von Schönfeld verheiratet war. Joseph Franz von Schönfeld ließ zum Ende des 17. Jahrhunderts unterhalb von Práčov einen Teich anlegen. 1714 errichtete der Papiermacher Peter Seifert an dem Teich eine Papiermühle. Nach dem Brand von 1739 wurde die Papiermühle wiederaufgebaut.
1753 fiel die Herrschaft Nassaberg Johann Adam von Auersperg als Universalerben des mit Joseph Franz von Schönfeld († 1737) erloschenen Grafengeschlechts von Schönfeld zu. 1754 ersteigerte der aus Budissin stammende Papiermacher Anton Ritschel die Papiermühle, in der zu dieser Zeit 6 Gesellen und 3 Lehrjungen arbeiteten.
Im Jahre 1835 bestand das im Chrudimer Kreis gelegene Dorf Swidnitz aus 40 Häusern, in denen 302 Personen, darunter vier protestantische Familien lebten. Im Ort gab es eine Schule, eine Getreidemühle, eine Papiermühle sowie einen Floßrechen für die Holzflößerei. Zu Swidnitz konskribiert waren die Einschichten Wischko (Výškov) mit 2 Häusern und Barow (Bárov) mit einem Haus. Pfarrort war Pratschow. Die Familie Ritschel betrieb die Papiermühle bis 1838 und verkaufte sie dann für 23.000 Gulden an den Müller Josef Jeřábek, dessen Sohn – ein gelernter Papiermacher – sie modernisierte und führte. Bis zur Mitte des 19. Jahrhunderts blieb Swidnitz der Herrschaft Nassaberg untertänig.
Nach der Aufhebung der Patrimonialherrschaften bildete Svídnice ab 1849 mit den Ortsteilen Brusy, Kochánovice, Práčov, Šiškovice 2. díl und Trpišov eine Gemeinde im Gerichtsbezirk Nassaberg. Wegen des Rückgangs der Papierproduktion wurde in dieser Zeit bei der Papiermühle eine Mahlmühle angelegt; 1854 brannten beide ab. Die Papierherstellung wurde 1861 eingestellt; der Name Papírna wurde auf die weiter betriebene Obere Svídnicer Mühle übertragen. Ab 1868 gehörte die Gemeinde Svídnice zum politischen Bezirk Chrudim. 1869 hatte Svídnice 388 Einwohner, 1890 waren es 426. Im Jahre 1900 lebten in Svídnice 411 Personen. Kochánovice, Šiškovice 2. díl und Trpišov lösten sich 1920 von Svídnice los und bildeten die neue Gemeinde Trpišov. Mit dem Bau des Rückhaltebeckens Křížanovice II erloschen 1954 die Mühle Papírna und der Mühlteich. 1961 erfolgte der Zusammenschluss von Svídnice und Trpišov zu einer Gemeinde Svídnice-Trpišov. Am 26. November 1971 wurden die Ortsteile Kochánovice und Trpišov nach Slatiňany umgemeindet; die Gemeinde trug fortan wieder ihren alten Namen Svídnice.

## Gemeindegliederung
Die Gemeinde Svídnice besteht aus den Ortsteilen Práčov (Pratschau) und Svídnice (Swidnitz). Zu Svídnice gehören zudem die Wohnplätze Brusy (Brus), Háje, Kopaniny, Na Palouku, Papírna (Papiermühle), Skřípky, Sychrov (Sichrau), U Mostu, Vápenice und Výškov (Wiskau).
Das Gemeindegebiet bildet den Katastralbezirk Svídnice u Slatiňan.

## Sehenswürdigkeiten
- Glockenbaum auf dem Dorfplatz von Svídnice
- Kirche Jakobus des Älteren in Práčov
- Stausee Křížanovice II
- Wasserkraftwerk Práčov
- Burgruine Strádov bei Práčov
- Naturreservat Strádovské Peklo im Chrudimkatal
- Burgstätte Práčov
- Naturdenkmal Hrobka